# أورديلافي
أورديلافي أسرة كوندوتييريون إيطاليين وحكام مدينة فورلي في العصور الوسطى المتأخرة و أوائل عصر النهضة.